# Twin Falls
Twin Falls est une ville américaine du comté de Twin Falls, dans l'Idaho. Avec une population de 44 125 habitants en 2010, en très forte augmentation ces dernières années, c'est la ville la plus peuplée du comté et la septième ville la plus peuplée de l'État.
La ville de Twin Falls a été fondée en 1904 par I. B. Perrine, qui a construit le système d'irrigation de la vallée, qui depuis est appelée pour ça Magic Valley (en) ; Twin Falls doit son nom aux chutes de Shoshone qui se trouvent à proximité, sur la rivière Snake. Elle est rapidement devenue un centre économique d'importance régionale avec une économie centrée sur les produits agricoles et l'industrie agroalimentaire.

## Histoire
Il est possible que la région soit habitée depuis plus de 14 000 ans. Des traces de vie ancienne ont été découvertes dans la grotte de Wilson Butte en 1959. Plus tard, les tribus indiennes Shoshone et Bannock ont à leur tour occupé la région.[réf. nécessaire]
En 1811 et 1812, lors de l'expédition Astor, un groupe d'explorateurs dirigé par Wilson Price Hunt tenten de relier Saint Louis à Astoria en traversant la région. L'année d'après, Robert Stuart pose les premiers jalons de ce qui allait devenir l'Oregon Trail. Toutefois, la région était considérée comme très inhospitalière et personne ne s'y installa.
En 1864, les premiers fermiers s'installent dans la région, mais leur culture se trouve régulièrement réduite à néant à cause de la sécheresse. Pour permettre l'irrigation de la région, Ira Burton Perrine, un agriculteur de la région, réunit des fonds privés et lança la construction du Milner Barrage sur la Snake River. Ce barrage fut achevé en 1904, date de la fondation de la ville.
En 1907, la ville devint le siège du comté de Twin Falls.

## Source
- (en) Cet article est partiellement ou en totalité issu de l’article de Wikipédia en anglais intitulé « Twin Falls, Idaho » (voir la liste des auteurs).

1. ↑  The Oregon Trail
2. ↑  (en) « Population and Housing Unit Estimates », sur census.gov (consulté le 20 juillet 2019)
3. ↑  (en) « Census of Population and Housing », sur census.gov (consulté le 4 juin 2015)